# Patrick Baehr
Patrick Alexander Christopher Baehr (* 30. Juni 1992 in Berlin) ist ein deutscher Schauspieler, Synchron- und Hörspielsprecher.

## Leben
Patrick Baehr wuchs im Berliner Bezirk Spandau auf und erwarb 2011 auf dem Spandauer Kant-Gymnasium das Abitur. Sein Lehrer für Mathematik war Helmut Kleebank, der von 2011 bis September 2021 Bezirksbürgermeister von Spandau war.
Baehr spielte in über 30 verschiedenen Fernsehspielfilmen und -produktionen, so war er unter anderem im Tatort und bei SOKO Wismar zu sehen. Von Ende November 2005 bis Anfang Dezember 2007 spielte er die Hauptrolle des Anton Mahnke in der Kinder- und Jugendserie Schloss Einstein. Im April 2012 erhielt er in der Daily-Soap Hotel 13 von Nickelodeon eine Hauptrolle, in der er bis März 2014 als Tom Kepler zu sehen war. Im Jahr 2013 stand er zusammen mit Julia Schäfle als Moderator vor der Kamera der 2. Staffel von Cheeese und löste Franziska Alber ab. Seit Folge 147 aus dem Jahr 2022 spricht er die Rolle des Julian in der Europa-Hörspielserie Fünf Freunde.
Baehr ist auch als Synchronsprecher tätig und Vater eines Sohns.
Seit August 2022 ist Baehr Teil des YouTube-Projektes „Dice Actors“ zusammen mit Rieke Werner, Tim Schwarzmaier, Christian Zeiger und Patrick Keller.

## Filmografie
- 1998: Die Sternbergs (Fernsehserie, Folgen 1×01, 1×15)
- 1999: Klinikum Berlin Mitte – Leben in Bereitschaft (Fernsehserie, Folge 1×01)
- 2000: Alle Kinder brauchen Liebe (Fernsehfilm)
- 2000: Der letzte Zeuge (Fernsehserie, Folge 3×02)
- 2000–2001: Victor – Der Schutzengel (Pilotfilm und 10-tlg. Fantasy-Serie)
- 2001: Opferlamm – Zwischen Liebe und Haß (Fernsehfilm)
- 2001: Tatort – Bienzle und der süße Tod (Fernsehreihe)
- 2001: Im Namen des Gesetzes (Fernsehserie, 7×02)
- 2001: Wolffs Revier (Fernsehserie, Folge 10×03)
- 2002: In aller Freundschaft (Fernsehserie, Folge 5×10)
- 2002: Der letzte Zeuge (Fernsehserie, Folge 4×05)
- 2002: Auch erben will gelernt sein (Fernsehfilm)
- 2002: Das beste Stück (Fernsehfilm)
- 2003: Unser Charly (Fernsehserie, Folge 8×11)
- 2002–2003: Ein Gauner namens Papa (Fernsehserie; Sat.1)
- 2003: Für immer im Herzen (Fernsehfilm)
- 2004: Der Mörder meines Vaters (Fernsehfilm)
- 2004: SOKO Wismar (Fernsehserie, Folge 1×09)
- 2004: Der Heiland auf dem Eiland (Fernsehserie, Folgen 2×07–2×08)
- 2006–2007: Schloss Einstein (Fernsehserie, Folgen 393–480)
- 2007: Meine wunderbare Familie (Fernsehreihe, Folge 1×02)
- 2009: Unser Charly (Fernsehserie, Folge 14×07)
- 2011: Jugendliebe (Fernsehserie)
- 2011: Lügen haben linke Hände (Fernsehfilm)
- 2012: In aller Freundschaft (Fernsehserie, Folge 15×12)
- 2012: Die sechs Schwäne (Fernsehfilm)
- 2012: SOKO Leipzig (Fernsehserie, Folge 11×18)
- 2012–2014: Hotel 13 (Fernsehserie)
- 2012: Nur eine Nacht (Fernsehfilm)
- 2014: In Your Dreams – Sommer deines Lebens (Fernsehserie)
- 2014: SOKO Kitzbühel (Fernsehserie)

## Synchronisation (Auswahl)
Lucas Hedges
- 2013: als Bob in The Zero Theorem
- 2014: als Ian Webb in Kill the Messenger
- 2017: als Danny O'Neill in Lady Bird
- 2018: als Ben Burns in Ben is Back
- 2018: als Jared in Der verlorene Sohn
- 2019: als Otis (22 Jahre) in Honey Boy
- 2019: als Luke in Waves
- 2020: als Malcolm Price in French Exit
- 2020: als Tyler in Let Them All Talk
- 2021: als Jesse Wheeler in The Premise
- 2024: als Robert Gottlieb in Shirley

Jack Griffo
- 2014: als Brett in Verflixt! – Murphys Gesetz
- 2014–2015: als Xander McGinley in See Dad Run
- 2014–2018: als Max Thunderman in Die Thundermans
- 2015: als Max Thunderman in Voll Vergeistert
- 2015: als Vance Hansum in Ein Adam kommt selten allein
- 2016: als Max Thunderman in Henry Danger
- 2017: als Jack in Nickelodeons Eher kein Valentins-Special
- 2017: als Jack in Nickelodeons Super Sommercamp Special
- 2024: als Max Thunderman in Rückkehr der Thundermans

Benjamin Voisin
- 2018: als Jean in The Happy Prince
- 2018: als Victor (17 Jahre) in Fiertés – Mut zur Liebe
- 2020: als David in Sommer 85

### Filme
- 2002: Roter Drache – Tyler Patrick Jones als Josh Graham
- 2004: Thunderbirds – Soren Fulton als Fermat
- 2004: Birth – Cameron Bright als Sean
- 2006: Oh je, du Fröhliche – Tyler James Williams als Charlie Goldfinch
- 2006: Black Snake Moan – Neimus K. Williams als Lincoln
- 2006: Noch einmal Ferien – Jascha Washington als Darius
- 2008: Der Goldene Kompass – Freddie Highmore als Pantalaimon
- 2008: Das Hundehotel – Johnny Simmons als Dave
- 2008: Skin – Schrei nach Gerechtigkeit – Hannes Brummer als Leon Laing
- 2009: Mitternachtszirkus – Willkommen in der Welt der Vampire – Chris Massoglia als Darren Shan
- 2009: Slumdog Millionär – Ashutosh Lobo Gajiwala als Salim (Teenager)
- 2009: Das Mädchen mit dem Zauberhaar – Akira Egami als Tatsuyoshi
- 2010: Kick-Ass – Clark Duke als Marty
- 2010: Augustinus – Matteo Urzia als Augustinus (15 Jahre)
- 2010: Soul Boy – Samson Odhiambo als Abila
- 2011: Happy New Year – Jake T. Austin als Seth
- 2011: Von der Kunst, sich durchzumogeln – Freddie Highmore als George Zinavoy
- 2011: Ziemlich beste Freunde – Thomas Solivéres als Bastien
- 2012: John Carter – Zwischen zwei Welten – Daryl Sabara als Edgar Rice Burroughs
- 2012: Life of Pi: Schiffbruch mit Tiger – Suraj Sharma als Pi Patel
- 2013: Kick-Ass 2 – Clark Duke als Marty
- 2013: Wir sind die Millers – Will Poulter als Kenny Rossmore
- 2013: Prakti.com – Tobit Raphael als Yo–Yo Santos
- 2013: The Purge – Die Säuberung – Max Burkholder als Charlie Sandin
- 2014: Boyhood – Ellar Coltrane als Mason (älter)
- 2014: Die Boxtrolls – Isaac Hempstead–Wright als Eggs
- 2014: Maze Runner – Die Auserwählten im Labyrinth – Jacob Latimore als Jeff
- 2014: Hüter der Erinnerung – The Giver – Cameron Monaghan als Asher
- 2016: Sing – Taron Egerton als Johnny
- 2016: Phantastische Tierwesen und wo sie zu finden sind – Ezra Miller als Credence Barebone
- 2016: Survival Game – Artyom Suchkov als Ivan
- 2017: Justice League – Ezra Miller als Barry Allen / The Flash
- 2017: Happy Deathday – Israel Broussard als Carter Davis
- 2018: Phantastische Tierwesen: Grindelwalds Verbrechen – Ezra Miller als Credence Barebone
- 2019: Jumanji: The Next Level – Alex Wolff als Spencer
- 2019: Royal Corgi – Der Liebling der Queen – Jack Whitehall als Rex
- 2021: Sing – Die Show deines Lebens – Taron Egerton als Johnny
- 2022: Rot als Aaron Z.
- 2022: Halloween Ends – Rohan Campbell als Corey Cunningham
- 2022: Phantastische Tierwesen: Dumbledores Geheimnisse – Ezra Miller als Credence Barebone / Aurelius Dumbledore
- 2023: Der Super Mario Bros. Film als Diddy Kong
- 2023: Oppenheimer – Alex Wolff als Luis Walter Alvarez
- 2024: Sing: Thriller – Taron Egerton als Johnny

### Serien
- 2002: The Tribe – Charley Samau als Charlie
- 2002–2003: Der kleine Eisbär als Robby
- 2004–2005: Full Metal Panic! – Mamiko Noto als Shinji Kazama
- 2008: Teen Buzz – Justin Kelly als Noah Jackson
- 2009–2011: Zack & Cody an Bord – Larramie Doc Shaw als Marcus Little
- 2011: Supah Ninjas – Ryan Potter als Mike Fukunaga
- 2012–2014: Vampire Diaries – Nathaniel Buzolic als Kol Mikaelson
- 2013–2017: Bates Motel – Freddie Highmore als Norman Bates
- 2014: Sam & Cat – Garrett Boyd als Jepson
- 2015: Scorpion – Aramis Knight als Paco
- 2015: 2 Broke Girls – Austin Falk als Nash
- 2015: Hamatora – Ryouta Oosaka als Nice
- 2015: Homeland – Suraj Sharma als Aayan Ibrahim
- 2015: Heroes Reborn – Robbie Kay als Tommy Clarke
- 2015–2019: Gotham – Cameron Monaghan als Jerome & Jeremiah Valeska
- 2016: Violetta – Damien Lauretta als Clément Galán / Alex
- 2016: Alex & Co. – Leonardo Cecchi als Alex Leoni
- 2018–2019: JoJo's Bizarre Adventure: Golden Wind – Kensho Ono als Giorno Giovanna
- seit 2019: Dr. Stone – Kengo Kawanishi als Gen Asagiri
- seit 2019: The Boys – Jack Quaid als Hugh „Hughie“ Campbell
- 2020–2024: Star Trek: Lower Decks – Jack Quaid als Brad Boimler
- 2020–2023: Attack on Titan – Natsuki Hanae als Falco Grice
- 2021–2023: Tokyo Revengers – Shō Karino als Chifuyu Matsuno
- seit 2022: Welcome to Flatch – als Dylan
- seit 2023: Dr. Stone: New World – als Gen Asagiri
- seit 2023: Frasier – Anders Keith als David Crane
- 2025: JoJo's Bizarre Adventure: Golden Wind – Kensho Ono als Giorno Giovanna

## Theater
- 2002: Riverdance-Programm
- 2003: Der Traum vom Weihnachtsabend – Säbeltanz
- 2006: 100 Jahre IEC

## Moderation
- 2003: Women of the Year – Explosiv – Das Magazin
- 2010–2011: Moderator beim Jugendradio RoN FM
- 2013: Cheeese

## Hörspiele
- 2022: seit Folge 147 Fünf Freunde (als Julian)